# Stadionul Hrazdan
Stadionul Hrazdan este un stadion cu multiplă folosință în Erevan, Armenia. Este folosit cu preponderență pentru meciurile de fotbal. Stadionul găzduiește echipele FC Ararat Yerevan și FC Kilikia Yerevan. A fost construit în anul 1972 și are o capacitate de 54,208 de locuri. Finalele Cupei Armeniei se dispută pe acest stadion. În trecut, Hrazdan Stadion a fost unul dintre stadioanele-gazdă a naționalei de fotbal a URSS.

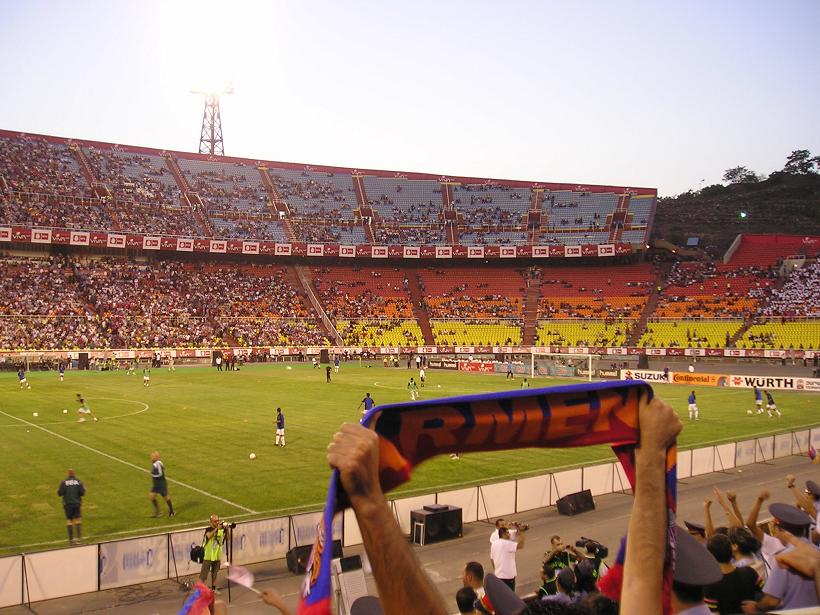
Stadionul Hrazdan în timpul antrenamentelor pentru meciul Armenia – Turcia